# Simone Bendandi
Simone Bendandi (ur. 7 sierpnia 1976 w Rawennie) – włoski siatkarz, grający na pozycji rozgrywającego. 10 razy wystąpił w reprezentacji Włoch.

## Sukcesy
- Puchar CEV: 1997